# Молина (Салерно)
Молина је насеље у Италији у округу Салерно, региону Кампанија.
Према процени из 2011. у насељу је живело 885 становника. Насеље се налази на надморској висини од 111 м.